# Лех Валенса
Лех Валѐнса (на полски: Lech Wałęsa) е полски политик, един от първите синдикалисти и активисти за човешки права в Полша.
Той е съосновател на „Солидарност“ (Solidarność) – първия независим синдикат в Съветския блок. Носител е на Нобелова награда за мир за 1983 година. Президент е на Полша От 1990 до 1995 г.

## Биография
Роден в село Попово, край Липно, близо до Моково на Висла. Учи за електромеханик.
Работи в корабостроителницата в Гданск през 1967 – 1976 г., но е уволнен за критика към ръководството. Става активист на нелегалните Свободни профсъюзи на Крайбрежието (Wolne Związki Zawodowe Wybrzeża) през юни 1978 г.
Остава във връзка с работниците от корабостроителницата и през 1979 – 1980 г. създава стачен комитет, който се стреми към по-големи граждански права и по-високи заплати, за да се посрещнат нарастващите цени на храните и стоките от първа необходимост.
На 31 август 1980 г. споразумение в Гданск между комитета на Валенса и правителството на Полша подготвя почвата за създаването на независим профсъюз, наречен „Солидарност“ (Solidarność), чийто лидер е Валенса. Противодействието от страна на президента генерал Войчех Ярузелски води до арест и интерниране на Валенса от декември 1981 до ноември 1982 г. При освобождаването му успява да възпре по-необузданите членове на „Солидарност“, като води преговори с ген. Ярузелски и неговите министри.
През октомври 1983 г. Валенса е удостоен с Нобелова награда за мир. Неговите жена и син пътуват до Осло, за да я получат и да прочетат обръщение на Валенса за гражданските права. След това му е позволена по-голяма свобода на придвижване, дори посещава Рим. Поема водеща роля при преговорите с полското правителство през февруари – април 1989 г. и при организирането на публична кампания на „Солидарност“ за общите избори през юни 1989 г.
Избран е за полски президент през декември 1990 година. Мандатът му обаче не протича гладко. Често се оплаква, че лявата коалиция спъва икономическите реформи. Антисоциалистическият католицизъм на „Солидарност“, който го довежда на власт, вече не е водещ в политическите нагласи през ноември 1995 г., когато Валенса е победен като кандидат за втори мандат. Оттегля се в уединение месец по-късно и остава критичен към политическото и стопанското развитие на Полша.